# Sonchus grandifolius
Sonchus grandifolius là một loài thực vật có hoa trong họ Cúc. Loài này được Thomas Kirk mô tả khoa học đầu tiên năm 1894. Năm 1965, Loutfy Boulos tạo ra chi mới Embergeria để chuyển 2 loài S. grandifolius và S. megalocarpus sang chi này, tương ứng thành Embergeria grandifolia. và Embergeria megalocarpa.
Nghiên cứu năm 2004 cho thấy E. grandifolia có quan hệ họ hàng gần với Kirkianella novae-zelandiae. Cùng nhau chúng tạo thành cặp có quan hệ chị-em với Actites megalocarpa + [Sonchus maritimus và Sonchus arvensis]. Vì thế, nó được chuyển trở lại chi Sonchus nghĩa rộng.

## Phân bố
Loài này là đặc hữu quần đảo Chatham (New Zealand).